# 奧馬利·赫捷臣
奧馬利·伊莱贾·吉勞德-赫捷臣 （英語：Omari Elijah Giraud-Hutchinson，2003年10月29日—），是一名牙買加職業足球員，司職翼鋒或進攻中場，現時効力英超球隊诺丁汉森林。儘管赫捷臣是在英格蘭出生，他現時代表牙買加國家足球隊參加國際比賽。

## 球會生涯

### 早期生涯
赫捷臣於2008年加入車路士的青訓學院。2012年，8歲的赫捷臣轉投其兄長所在的查爾頓青年軍，並在對陣阿仙奴的U9比賽中表現出色，令阿仙奴有意邀請其加盟。
2014年，赫捷臣跟隨其兄長離開了查爾頓的青訓系統，並參與了阿仙奴、熱刺及賓福特的試訓及選拔，但並未獲得一紙合約。在之後的一年，赫捷臣並未加入任何青年隊，而是選擇參與五人足球的訓練及比賽。
2015年，赫捷臣再次獲得於阿仙奴試訓的機會，最終成功加入阿仙奴的青訓學院，並於同年由比利在倫敦主辦的青年隊比賽中表現出色，得到比利親自讚賞。
阿仙奴於2020年11月與赫捷臣簽下首張職業合約。2022年1月9日，赫捷臣在對陣諾定咸森林的足總盃第三輪比賽首次被列入一隊比賽名單，但未有出場。

### 車路士
2022年7月16日, 車路士宣布從阿森纳簽下赫捷臣，該賽季，赫捷臣主要替車路士U21上陣。2023年1月5日，赫捷臣在對陣曼城的1-0敗北中上演職業生涯地標戰，於下半場後備上陣。同月31日，冬季轉會窗的最後一天，英冠球會西布朗曾嘗試且接近以外借方式簽入赫捷臣，但由於當日車路士的法律部門忙於安素·費南迪斯的轉會，令赫捷臣的轉會文件未能於英格蘭足球聯賽的截止時間前完成，轉會因而告吹。

#### 外借葉士域治
2023年7月20日，車路士宣布赫捷臣被外借到英冠升班馬葉士域治，為期一季。同年8月6日，赫捷臣在對陣新特蘭的英冠揭幕戰的第76分鐘後備上陣。他在9月19日對陣修咸頓的英冠比賽中射入職業生涯首個入球，協助球隊以1-0取勝。

## 國家隊生涯
在英格蘭出生的赫捷臣曾入選英格蘭U17及U19代表隊。
2022年5月，赫捷臣首次被牙買加國家隊徵召，並於對陣加泰罗尼亚的友誼賽上演非正式的地標戰，球隊以6-0敗北。
2023年3月11日，赫捷臣在對陣千里達及托巴哥的1-0敗仗中首次為牙買加與正式比賽上陣。

## 媒體
2015年，赫捷臣受著名花式足球YouTube頻道F2Freestylers的邀請，拍攝了一條影片，並在YouTube獲得了超過4000萬觀看次數。
赫捷臣於2021-22年賽季參與了亞馬遜Prime原創體育紀錄片的拍攝。

## 生涯統計

### 球會
最後更新：2023年8月9日
| 效力球會         | 球季     | 聯賽     | 聯賽 | 聯賽 | 國家盃賽 | 國家盃賽 | 聯賽盃賽 | 聯賽盃賽 | 歐洲賽 | 歐洲賽 | 其他 | 其他 | 總計 | 總計 |
| 效力球會         | 球季     | 聯賽     | 上陣 | 入球 | 上陣     | 入球     | 上陣     | 入球     | 上陣   | 入球   | 上陣 | 入球 | 上陣 | 入球 |
| ---------------- | -------- | -------- | ---- | ---- | -------- | -------- | -------- | -------- | ------ | ------ | ---- | ---- | ---- | ---- |
| 阿仙奴U21        | 2021–22  | —        | —    | —    | —        | —        | —        | —        | —      | —      | 4    | 2    | 4    | 2    |
| 車路士U21        | 2022–23  | —        | —    | —    | —        | —        | —        | —        | —      | —      | 4    | 1    | 4    | 1    |
| 車路士           | 2022–23  | 英超     | 1    | 0    | 1        | 0        | 0        | 0        | 0      | 0      | —    | —    | 2    | 0    |
| 車路士           | 2023–24  | 英超     | 0    | 0    | 0        | 0        | 0        | 0        | 0      | 0      | 0    | 0    | 0    | 0    |
| 車路士           | 總計     | 總計     | 1    | 0    | 1        | 0        | 0        | 0        | 0      | 0      | 0    | 0    | 2    | 0    |
| 葉士域治（外借） | 2023–24  | 英冠     | 6    | 1    | 0        | 0        | 2        | 0        | —      | —      | —    | —    | 8    | 0    |
| 生涯總計         | 生涯總計 | 生涯總計 | 7    | 1    | 1        | 0        | 2        | 0        | 0      | 0      | 8    | 3    | 18   | 4    |

1. 1 2  於英格蘭足球聯賽錦標賽上陣。

### 國家隊
最後更新：2023年3月11日
| 代表國家隊 | 賽季 | 上陣 | 入球 |
| ---------- | ---- | ---- | ---- |
| 牙買加     | 2022 | 1    | 0    |
| 牙買加     | 2023 | 1    | 0    |
| 總計       | 總計 | 2    | 0    |